# Barylypa helleni
Barylypa helleni är en stekelart som beskrevs av Ludwig Schnee 1989. Barylypa helleni ingår i släktet Barylypa och familjen brokparasitsteklar. Inga underarter finns listade.